# کارل آسابا
کارل آسابا (انگلیسی: Carl Asaba؛ زادهٔ ۲۸ ژانویهٔ ۱۹۷۳) بازیکن فوتبال اهل بریتانیا است.
از باشگاه‌هایی که در آن بازی کرده‌است می‌توان به باشگاه فوتبال استوک سیتی، باشگاه فوتبال کولچستر یونایتد، باشگاه فوتبال دالیچ هملت، باشگاه فوتبال گیلینگام، باشگاه فوتبال ردینگ، باشگاه فوتبال شفیلد یونایتد، باشگاه فوتبال میلوال، و باشگاه فوتبال برنتفورد اشاره کرد.